# Astridia lutata
Astridia lutata là một loài thực vật có hoa trong họ Phiên hạnh. Loài này được (L.Bolus) Friedrich ex H.E.K.Hartmann mô tả khoa học đầu tiên năm 2002 publ. 2001.